# Diocesi di Lokossa
La diocesi di Lokossa (in latino Dioecesis Lokossensis) è una sede della Chiesa cattolica in Benin suffraganea dell'arcidiocesi di Cotonou. Nel 2023 contava 200.180 battezzati su 1.645.320 abitanti. È retta dal vescovo Coffi Roger Anoumou.

## Territorio
La diocesi comprende i dipartimenti di Mono e Kouffo in Benin.
Sede vescovile è la città di Lokossa, dove si trova la cattedrale di San Pietro Claver.
Il territorio è suddiviso in 60 parrocchie.

## Storia
La diocesi è stata eretta l'11 marzo 1968 con la bolla Ecclesia sancta Dei di papa Paolo VI, ricavandone il territorio dall'arcidiocesi di Cotonou.

## Cronotassi dei vescovi
Si omettono i periodi di sede vacante non superiori ai 2 anni o non storicamente accertati.
- Christophe Adimou † (11 marzo 1968 - 28 giugno 1971 nominato arcivescovo di Cotonou)
- Robert Sastre † (2 marzo 1972 - 16 gennaio 2000 deceduto)
- Victor Agbanou (5 luglio 2000 - 4 marzo 2023 ritirato)
- Coffi Roger Anoumou, dal 4 marzo 2023

## Statistiche
La diocesi nel 2023 su una popolazione di 1.645.320 persone contava 200.180 battezzati, corrispondenti al 12,2% del totale.
| anno | popolazione | popolazione | popolazione | presbiteri | presbiteri | presbiteri | presbiteri                | diaconi | religiosi | religiosi | parrocchie |
| anno | battezzati  | totale      | %           | numero     | secolari   | regolari   | battezzati per presbitero | diaconi | uomini    | donne     | parrocchie |
| ---- | ----------- | ----------- | ----------- | ---------- | ---------- | ---------- | ------------------------- | ------- | --------- | --------- | ---------- |
| 1970 | 23.098      | 310.008     | 7,5         | 21         | 9          | 12         | 1.099                     |         | 13        | 35        | 11         |
| 1980 | 25.500      | 421.000     | 6,1         | 14         | 12         | 2          | 1.821                     |         | 2         | 43        | 12         |
| 1990 | 61.450      | 712.000     | 8,6         | 38         | 36         | 2          | 1.617                     |         | 2         | 36        | 21         |
| 1998 | 83.452      | 979.210     | 8,5         | 60         | 60         |            | 1.390                     |         |           | 88        | 31         |
| 2001 | 85.453      | 982.210     | 8,7         | 56         | 56         |            | 1.525                     |         |           | 103       | 31         |
| 2003 | 85.400      | 881.371     | 9,7         | 70         | 69         | 1          | 1.220                     |         | 1         | 107       | 32         |
| 2004 | 140.000     | 884.623     | 15,8        | 78         | 77         | 1          | 1.794                     |         | 1         | 116       | 34         |
| 2010 | 138.279     | 1.110.409   | 12,5        | 104        | 104        |            | 1.329                     |         |           | 135       | 45         |
| 2013 | 146.700     | 1.261.000   | 11,6        | 120        | 120        |            | 1.222                     |         |           | 139       | 50         |
| 2016 | 159.042     | 1.306.543   | 12,2        | 125        | 125        |            | 1.272                     |         |           | 124       | 54         |
| 2019 | 177.315     | 1.456.400   | 12,2        | 127        | 127        |            | 1.396                     |         | 4         | 152       | 57         |
| 2021 | 187.120     | 1.537.960   | 12,2        | 134        | 134        |            | 1.396                     |         | 4         | 152       | 57         |
| 2023 | 200.180     | 1.645.320   | 12,2        | 117        | 115        | 2          | 1.710                     |         | 26        | 134       | 60         |